# Мотейки
Мотейки (укр. Мотійки) — село на Украине, находится в Народичском районе Житомирской области.
Код КОАТУУ — 1823788201. Население по переписи 2001 года составляет 324 человека. Почтовый индекс — 11415. Телефонный код — 4140. Занимает площадь 1,186 км².

## Адрес местного совета
11414, Житомирская область, Народичский р-н, с. Мотейки